# Лашче (община Жужемберк)
Вижте пояснителната страница за други значения на Лашче.
Лашче (на словенски: Lašče) е село в Словения, регион Югоизточна Словения, община Жужемберк. Според Националната статистическа служба на Република Словения през 2015 г. селото има 57 жители.